# Paul M. Sweezy
Paul Marlor Sweezy (ur. 10 kwietnia 1910 w Nowym Jorku  – zm. 27 lutego 2004) – amerykański ekonomista marksistowski, założyciel i wieloletni redaktor czasopisma Monthly Review.
Paul M. Sweezy urodził się w Nowym Jorku, w rodzinie wiceprezesa banku. W 1932 r. ukończył studia na Uniwersytecie Havarda. Spędził rok akademicki (1931-1932) w London School of Economics, po czym wrócił na Uniwersytet Harvarda, gdzie uzyskał doktorat w 1937 r. i rozpoczął wykładanie ekonomii.
Do jego najważniejszych prac należą opublikowana w 1942 r. Teoria rozwoju kapitalizmu oraz napisany wraz z Paulem Baranem i wydany w 1966 r. Kapitał monopolistyczny.

## Biografia

### Wczesne lata i edukacja
Paul Sweezy urodził się 10 kwietnia 1910 r. W Nowym Jorku. Był najmłodszym z trzech synów Everetta B. Sweezy'ego, wiceprezesa First National Bank of New York. Jego matka, Caroline Wilson Sweezy, była absolwentką Goucher College w Baltimore. 
Uczęszczał do Phillips Exeter Academy, by następnie uczęszczać na Uniwersytet Harvarda, który ukończył magna cum laude (z wielką pochwałą) w 1932 r. Po ukończeniu studiów licencjackich jego zainteresowania zmieniły się z dziennikarstwa na ekonomię. Spędził rok akademicki 1931–32 na kursach w London School of Economics. W tym czasie Sweezy po raz pierwszy zapoznał się z marksistowskimi ideami ekonomicznymi. Poznał Harolda Laskiego, Joana Robinsona i innych młodych lewicowych brytyjskich myślicieli tamtych czasów.
Po powrocie do Stanów Zjednoczonych Sweezy ponownie zapisał się na Harvard, w którym uzyskał stopień doktora w 1937 r. Razem ze swoim przyjacielem, innym wybitnym ekonomistą, Josephem Schumpeterem zasłynęli z kapitalnych debat na temat „praw kapitalizmu”. Sweezy i Schumpeter byli przedstawicielami kompletnie innych myśli ekonomicznych – Sweezy marksistowskiej, Schumpeter austriackiej.
Paul Sweezy podczas pobytu w Harvardzie Sweezy założył czasopismo naukowe The Review of Economic Studies, w którym opublikował eseje na temat niedoskonałej konkurencji, roli oczekiwań w określaniu podaży i popytu oraz problemu stagnacji gospodarczej.

### Wkład w ekonomię
Paul Sweezy w dziedzinie ekonomii koncentrował się na zastosowaniu analizy marksistowskiej do tego, co określił jako trzy dominujące trendy we współczesnym kapitalizmie: monopolizacja, stagnacja i finanse.
Pierwszym oficjalnie opublikowanym artykułem Sweezy na temat ekonomii był artykuł z 1934 r. Zatytułowany „Teoria bezrobocia profesora Pigou” opublikowany w Journal of Political Economy w 1934 r.Przez resztę dekady Sweezy pisał wiele artykułów na tematy ekonomiczne, publikując około 25 artykułów i recenzji. Sweezy dokonał pionierskich prac w dziedzinie oczekiwań i oligopolu w tych latach, wprowadzając po raz pierwszy koncepcję krzywej załamania popytu przy ustalaniu cen oligopolistycznych.
W 1942 r. dzięki publikacji Theory of Capitalist Development Sweezy ustanowił się „dziekanem amerykańskich marksistów”. Oprócz przedstawienia pierwszej ważnej dyskusji na temat „problemu transformacji” w języku angielskim, książka podkreśliła zarówno jakościowy jak i ilościowy aspekt teorii wartości Marksa, odróżniając podejście Marksa od jego poprzedników w ekonomii politycznej.
W 1966 r. Paul Sweezy opublikował wraz z Paulem Baran'em książkę „kapitał monopolu” (Monopoly Capital: „Anseas on the American Economic and Social Order”). Książka opracowała dowody i implikacje teorii stagnacji Sweezy'ego, zwanej także świecką stagnacją. Argumentowali, że głównym dylematem, przed którym stanie współczesny kapitalizm, jest znalezienie opłacalnych rynków zbytu dla nadwyżek ekonomicznych wytworzonych przez akumulację kapitału. Ze względu na wzrost oligopolu przybierało to formę stagnacji, ponieważ monopolistyczne firmy zmniejszały produkcję, a nie ceny w odpowiedzi na nadwyżkę zdolności produkcyjnych.
Oligopol oznaczał tendencję do wzrostu stopy nadwyżki, ale ta nadwyżka niekoniecznie rejestrowała się w danych statystycznych jako zyski. Przybiera również formę odpadów i nadwyżek mocy produkcyjnych.
Wzrost marketingu, wydatków na obronę i różnych form zadłużenia może złagodzić problem nadmiernej akumulacji. Uważali jednak, że wymienione środki zaradcze na trudności kapitałowe są z natury ograniczone i mają tendencję do zmniejszania się z czasem, aby kapitał monopolistyczny miał tendencję do stagnacji gospodarczej.
Przytoczona książka jest uważana za kamień węgielny wkładu Sweezy'ego w ekonomię marksistowską.

### Śmierć i spuścizna
Paul Sweezy zmarł 27 lutego 2004 r. W chwili śmierci miał 93 lata.
Paul Sweezy został uznany przez Johna Kennetha Galbraitha - ekonomistę i intelektualistę publicznego - za „najbardziej znanego amerykańskiego marksistowskiego uczonego” pod koniec XX wieku. Został również nazwany „najlepszym, jaki Exeter i Harvard mogą wyprodukować” i uznany za „jednego z najbardziej obiecujących ekonomistów swojego pokolenia” przez laureata Nagrody Nobla Paula Samuelsona.

## Najważniejsze prace
- Sweezy, Paul M. Monopoly and competition in the English coal trade, 1550-1850 (Greenwood Press, Westport, Conn., 1972, napisane ok. 1938).
- Sweezy, Paul M. The theory of capitalist development (D. Dobson, London, 1946) – polskie wydanie: Teoria rozwoju kapitalizmu. Zarys marksistowskiej ekonomii politycznej, tłum. Edward Lipiński, wyd. Państwowe Wydawnictwo Naukowe, Warszawa 1965 (V wydanie),
- Sweezy, Paul M. Socialism (McGraw-Hill Company, NY, 1949).
- Sweezy, Paul M. The present as history: Reviews on capitalism & socialism. (1953, 1962).
- Sweezy, Paul M. Modern capitalism and other essays (Monthly Review Press, 1972).
- Sweezy, Paul M. i inni The transition from feudalism to capitalism (NLB, 1976).
- Sweezy, Paul M. Post-revolutionary society: Essays (Monthly Review Press, 1980).
- Sweezy, Paul M. Four lectures on Marxism (Monthly Review Press, 1981).
- Paul M. Sweezy, "The Limits of Imperialism", drukowane w Chilcote, Ronald H. (red.) Imperialism: Theoretical directions (Humanity Books, NY, 2000).
- Baran, Paul A. & Sweezy, Paul M. Monopoly capital: An essay on the American economic and social order (Monthly Review Press, 1966), polskie wydanie: Kapitał monopolistyczny. Szkice o amerykańskim systemie gospodarczym i społecznym, tłum. Stanisław Łypacewicz, wyd. Państwowe Wydawnictwo Ekonomiczne, Warszawa 1968.
- Sweezy, Paul M. & Bettelheim, Charles. On the transition to socialism (MRP, 1971).
- Braverman, Harry (fwd. by Paul Sweezy). Labor and Monopoly Capital: The degradation of work in the Twentieth Century. (Monthly Review Press, 1974).
- Sweezy, Paul & Huberman, L. (red.) F.O. Matthiessen, 1902-1950 (S.N., NY, 1950).
- Huberman, Leo & Sweezy, Paul M. Cuba: Anatomy of a Revolution (MRP, 1960).
- Huberman, L. & Sweezy, Paul (red.) Regis Debray & Latin Am. Revolu. (MRP, 1968).
- Huberman, Leo, Sweezy, Paul M. Socialism in Cuba (Monthly Review Press, 1969).
- Sweezy, Paul M. and Huberman, Leo. The Communist Manifesto after 100 years wraz z nowym tłumaczeniem przez Paul M. Sweezy'ego Karola Marksa Manifestu komunistycznego i Fryderyka Engelsa Zasad komunizmu (Modern Reader, NY, 1964).
- Sweezy, Paul M. and Huberman, Leo. Vietnam: the endless war: from Monthly Review, 1954-1970 (Monthly Review Press, 1970).
- Sweezy, Paul M. & Magdoff, Harry. The dynamics of U.S. capitalism: Corporate structure, inflation, credit, gold, and the dollar (Monthly Review Press, 1972).
- Sweezy, Paul M. & Magdoff, H. (ed.) Revolu. & counter-revolu. in Chile. (MRP, 1974)
- Magdoff, H. & Sweezy, Paul M. The end of prosperity (Monhtly Review Press, 1977).
- Magdoff, H. & Sweezy, Paul M. Deepening crisis of U.S. Capitalism (MRP, 1981.)
- Magdoff, H. & Sweezy, Paul M. Stagnation and the financial explosion (MRP, 1987).
- Magdoff, H. & Sweezy, Paul M. The irreversible crisis: Five essays (MRP, 1988).